# Paul MacCready
Paul B. MacCready, Jr. (New Haven, 29 de setembro de 1925 — 28 de agosto de 2007) foi um engenheiro aeronáutico estadunidense
Foi o fundador da AeroVironment.

## Publicações
- Paul MacCready (Novembro de 1985), «The Great Pterodactyl Project» (PDF), Engineering & Science: 18–24, consultado em 24 de março de 2014
- Paul MacCready (1995), Unleashing Creativity, A keynote presentation at the Lemelson Center's symposium, "The Inventor and the Innovative Society," November 10, 1995, consultado em 24 de março de 2014, cópia arquivada em |arquivourl= requer |arquivodata= (ajuda) 🔗